# Mondino de Liuzzi

Anathomia, 1541

Mondino de Liuzzi (também Remondino de Liuzzi, Bolonha, 1270 — 1326) foi um professor de medicina e um dos precursores Anatomia como prática. A sua primeira dissecação pública ocorreu em 1315. No mesmo ano lançou o manual Anathomia (também conhecido como De Anatome) que, devido à claridade de seu texto, tornou-se a literatura usada por quase todas as escolas de medicina da Europa por três séculos após seu tempo.